# 존 마이클 힐
존 마이클 힐(Jon Michael Hill, 1985년 7월 28일 ~ )은 미국의 배우, 연극 배우, 텔레비전 배우, 영화배우이다.
워키건에서 태어났다.

## 방송
- 엘리멘트리 7
- 엘리멘트리 6
- 엘리멘트리 5
- 엘리멘트리 4
- 엘리멘트리 시즌3

## 영화
- 패스 오버 (2018년)
- 인 더 레이디언트 시티 (2016년)
- 엘리멘트리 3 (2014년)
- 엘리멘트리 2 (2013년) - 마커스 벨 역
- 엘리멘트리 (2012년) - 마커스 벨 역
- 디트로이트 1-8-7 (2010년) - 디텍티브 데이먼 워싱턴 역